# Another Gay Sequel: Gays Gone Wild
Another Gay Sequel: Gays Gone Wild – amerykański film komediowy w reżyserii Todda Stephensa z 2008 roku. Sequel komedii Kolejny gejowski film (2006).
Film przedstawia dalsze losy bohaterów ukazanych w pierwszej części filmu, którzy tym razem wyjeżdżają na wakacje do ciepłych krajów.

## Obsada
- Jake Mosser jako Andy Wilson
- Jonah Blechman jako Nico Hunter
- Aaron Michael Davies jako Griff
- Jimmy Clabots jako Jarod
- Ashlie Atkinson jako Dawn Muffler
- Scott Thompson jako Mr. Wilson
- Lypsinka jako Mrs. Wilson
- Perez Hilton jako on sam
- Colton Ford jako on sam
- RuPaul jako Tyrell Tyrelle
- The Lady Bunny jako Sandi Cove
- Brent Corrigan jako Stan the Merman
- Euriamis Losada jako Luis
- Will Wikle jako Jasper
- Amanda Lepore jako Debbie Gottakunt
- Willam Belli jako Nancy Needatwat
- Stephanie McVay jako Bonnie Hunter